# Dave Wittenberg
Dave Wittenberg, nome d'arte di David Richard Wittenberg ma anche conosciuto come Dave Lelyveld (Johannesburg, 1º settembre 1971), è un doppiatore sudafricano naturalizzato statunitense.

## Carriera
Il ruolo più noto di Wittenberg è Kakashi Hatake nella serie Naruto e Michael Lee in Witch Hunter Robin. Nei cartoni animati, dà la voce a Bash Johnson in Randy - Un Ninja in classe, la voce cantata di Franz nel film d'animazione Disney, Planes, The Vision di Marvel Heroes e Time Baby di Gravity Falls. Nei videogiochi, dà la voce a Trigger Happy della serie Skylanders, Mad Doctor di Epic Mickey e Buddy Alexander di Resident Evil: Damnation. È anche uno sceneggiatore adattivo per dubs inglesi di anime il cui lavoro include episodi della serie televisiva Digimon. Wittenberg narra anche numerosi documentari e speciali per Travel Channel e Food Network.

## Filmografia

### Animazione
| Anno          | Titolo                                  | Ruolo                                                     | Gli appunti                                                              | Fonte       |
| ------------- | --------------------------------------- | --------------------------------------------------------- | ------------------------------------------------------------------------ | ----------- |
| 2004          | Stroker & Hoop                          | Vari personaggi                                           |                                                                          | [ 2 ]       |
| 2004          | Higglytown Heroes                       | The Musher                                                |                                                                          |             |
| 2005–08       | Nome in codice: Kommando Nuovi Diavoli  | Numero 0 / Montgomery "Monty" Uno, vari personaggi        |                                                                          |             |
| 2005          | Duck Dodgers                            | ID di Dodger, agente di protezione n. 2                   | Ep. "A Lame Duck Mind"                                                   |             |
| 2005–07       | Le tenebrose avventure di Billy e Mandy | Vari personaggi                                           |                                                                          |             |
| 2006–07       | Ben 10                                  | Upchuck, vari personaggi                                  |                                                                          | [ 2 ]       |
| 2007          | Legion of Super Heroes                  | Ferro Lad, Grullug                                        | 3 episodi                                                                | [ 2 ]       |
| 2007          | Family Guy                              | Vari personaggi                                           | Ep. "Road to Rupert"                                                     |             |
| 2007-10       | Chowder                                 | Gorgonzola (adulto)                                       | 6 episodi                                                                | [ 2 ]       |
| 2008-09       | The Replacements                        | Dr. Scorpius                                              | 4 episodi                                                                | [ 2 ]       |
| 2008          | Underfist: Halloween Bash               | Bun-Bun                                                   |                                                                          | [ 3 ]       |
| 2010          | Generator Rex                           | The Instigator, Blue Collar Worker                        | Ep. "The Hunter"                                                         | [ 2 ] [ 4 ] |
| 2010-12       | Fish Hooks - Vita da pesci              | Punt e Geckcoach                                          |                                                                          | [ 2 ]       |
| 2011          | Super Hero Squad Show                   | Miek, Korg                                                | Ep. "Planet Hulk! (Six Against Infinity, Part 5)"                        | [ 2 ]       |
| 2012          | Motorcity                               | Cyborg Dan, Leader dei guerrieri del fine settimana, vari |                                                                          | [ 2 ] [ 5 ] |
| 2012; 2014–15 | Gravity Falls                           | Time Baby, Lolph                                          | Eps. "The Time Traveler's Pig"; "Blendin's Game"; "Weirdmageddon Part 1" | [ 2 ]       |
| 2012–15       | Randy - Un Ninja in classe              | Bash Johnson                                              |                                                                          | [ 2 ]       |
| 2014–15; 2017 | Clarence                                | Marty, Walt, Kevin                                        |                                                                          | [ 6 ] [ 7 ] |
| 2017          | Transformers: Robots in Disguise        | Wildbreak                                                 | 4 episodi                                                                | [ 2 ]       |
| 2017          | Bunnicula                               | Ghost Pepper                                              | Ep. "Ghost Pepper"                                                       | [ 8 ]       |
| 2018          | Be Cool, Scooby-Doo!                    | Northrup, papà                                            | Ep. "World of Witchcraft"                                                | [ 2 ]       |
| 2018          | Guardiani della Galassia                | Pike, la voce del presentatore                            | Ep. "Money Changes Everything"                                           | [ 2 ]       |